# إيما ويكلوند
إيما ويكلوند Emma Wiklund (ولدت عام 1968 في ستوكهولم) هي ممثلة سويدية.
عملت ويكلوند في بداية حياتها عارضة أزياء لطولها الذي يبلغ 1.77 مترا. واشتهرت عبر الفيديو كليب Too Funky مع جورج مايكل المغنى، وكذلك من خلال تمثيلها دور بترا في سلسلة أفلام «تاكسي» Taxi والذي يشترك فيه لوك بيسون ككاتب سيناريو ومنتج. متزوجة منذ عام 2003 من الناقد السينمائي هانز ويكلوند ولديها طفلان.
من أعمالها: مسلسل لوتا 1995 – كاتووك (وثائقي) 1996 – سلسلة أفلام تاكسي.

## وصلات خارجية
- إيما ويكلوند على موقع IMDb (الإنجليزية)
- إيما ويكلوند على موقع ألو سيني (الفرنسية)
- إيما ويكلوند على موقع ميوزك برينز (الإنجليزية)
- إيما ويكلوند على موقع أول موفي (الإنجليزية)
- إيما ويكلوند على موقع قاعدة بيانات الأفلام السويدية (السويدية)
- إيما ويكلوند على موقع قاعدة بيانات الفيلم (الإنجليزية)
- إيما ويكلوند على موقع كينوبويسك (الروسية)
- إيما ويكلوند على موقع دليل عارضات الأزياء (الإنجليزية)